# نمش‌گولاچ
نِمِش‌گولاچ (به مجاری:  Nemesgulács) یک شهرداری در مجارستان است که در ناحیه تاپولتسا واقع شده‌است. نمش‌گولاچ ۸٫۳۵ کیلومتر مربع مساحت و ۱٬۰۵۲ نفر جمعیت دارد.